# خووپیتسه
خووپیتسه (به لهستانی:  Chłopice) یک روستا در لهستان است که در گمینا خووپیتسه واقع شده‌است.